# Национальная партия Умма
«Национальная партия Умма» («Аль-Умма»; араб. حزب الأمة القومي‎) — суданская политическая партия.

## Основание
В августе 1944 года Саид Абд аль-Рахман аль-Махди, лидер Ансара, встретился с высокопоставленными членами Конгресса и лидерами племен, чтобы обсудить формирование политической партии, выступающей за независимость, которая не была связана с махдизмом. Первым шагом был выпуск новой ежедневной газеты «Аль-Умма» («Сообщество»). В феврале 1945 года была организована партия аль-Умма, и первый секретарь партии Абдулла Халил подал заявку на получение правительственной лицензии. Единственной видимой связью с Абд аль-Рахманом была зависимость партии от его финансирования. Однако ходили слухи о том, что правительство создало «Аль-Умму» и стремилось посадить аль-Рахмана на престол. Эти слухи сохранялись до июня 1945 года, когда правительство публично заявило, что не будет поддерживать махдистскую монархию.
Садык аль-Махди был выдающимся лидером партии на протяжении большей части прошлого века и до своей смерти в ноябре 2020 года. Политическая сила разделена на конкурирующие фракции, одна из которых в 2003 году откалывалась в отдельную партию.